# تپه هندلان ۲
تپه هندلان ۲ مربوط به دوره اشکانیان - دوره ساسانیان - سده‌های اولیه دوران‌های تاریخی پس از اسلام است و در شهرستان میانه، بخش کندوان، دهستان گرمه شمالی، ۲ کیلومتری جنوب شرقی روستای هندلان واقع شده و این اثر در تاریخ ۲۷ اسفند ۱۳۸۶ با شمارهٔ ثبت ۲۲۵۶۲ به‌عنوان یکی از آثار ملی ایران به ثبت رسیده است.